# Sarabanda (film 2003)
Sarabanda (szw. Saraband) – duńsko-fińsko-niemiecko-norwesko-włosko-szwedzki fabularny film telewizyjny z 2003 roku w reżyserii Ingmara Bergmana. Film był dystrybuowany tylko w kinach HD.
Opowiada o spotkaniu po 30 latach Marianne oraz Johana, bohaterów jednego z wcześniejszych filmów reżysera pt. Sceny z życia małżeńskiego. Premierę miał 1 grudnia 2003 w szwedzkiej telewizji publicznej, na kanale SVT 1.

## Fabuła
Marianne jest około trzydziestu lat po rozwodzie ze swoim mężem Johanem. Po tym czasie postanawia go odwiedzić w jego domku letniskowym za miastem. Przyjeżdżając na miejsce, Marianne nie zdaje sobie sprawy z tego, pojawia się w nieodpowiednim czasie. Kobieta przyjeżdża w momencie, w którym w domku rozgrywa się prawdziwy dramat między synem Johana z pierwszego małżeństwa, a jego wnuczką.

## Obsada
- Liv Ullmann – Marianne
- Erland Josephson – Johan
- Börje Ahlstedt – Henrik
- Julia Dufvenius – Karin
- Gunnel Fred – Martha